# Facecja
Facecja (z łac. facetia – żart, dowcip) – krótkie opowiadanie, w formie pisanej lub ustnej, o żartobliwej treści, zakończone dowcipną pointą.
Facecje wywodzą się z przekazywanych ustnie anegdot, które funkcjonowały już w starożytności i przenikały do dzieł pisanych. Teoretyczną podstawę facecji zawarł Cyceron w traktacie De oratore, gdzie zamieścił również zbiór anegdot. W starożytności facecje tworzyli m.in. Valerius Maximus (Factorum et dictorum memorabiliorum libri IX, I w. n.e.), Plutarch i Diogenes. Twórczość facecjonistyczna pojawiała się także w średniowieczu, jednak rozwinęła się na dobre dopiero w epoce renesansu. Tworzyli je wtedy m.in. Giovanni Boccaccio, Gian Francesco Braccolini (Poggio), Lodovico Domenichi oraz Heinrich Bebel. W Polsce pisana facecja pojawiła się w XVI wieku. Popularny był wtedy anonimowy zbiór Facecje polskie. W XVII wieku pojawiły się facecje sowizdrzalskie, w których pojawiały się elementy satyry społecznej. Facecje zbierane były również w sylwach.